# Дидо (лек крайцер, 1939)
Дидо (на английски: HMS Dido (37), от английски: Dido – Дидона) е лек крайцер на Британския Кралски флот, от времето на Втората световна война. Главен кораб от серия 11 крайцера на едноименния тип.
Поръчан е по програмата от 1936 г. на 21 март 1937 г. и е заложен в корабостроителницата Cammell Laird в Биркенхед на 20 октомври 1937 г. Крайцерът е спуснат на вода на 18 юли 1939 г., ставайки шестия кораб носещ това име в британския флот от 1784 г. Влиза в строй на 30 септември 1940 г. Крайцерът става първият кораб, на който е поставен най-новият радар за въздушно предупреждение Type 281.
Девизът на кораба звучи така: „Steadfast“ – „Непоколебим“

## История на службата
След влизането си в строй и с края на изпитанията през октомври 1940 г., крайцерът преминава в Скапа Флоу в началото на ноември за служба в състава на 15-та крайцерска ескадра. Първото бойно излизане на кораба е през същия месец, когато заедно с линейните крайцери Hood и Repulse, както и систершиповете Naiad и Phoebe действа на Северозападните подходи в търсене на немския джобен линкор „Адмирал Шеер“.
През ноември крайцерът съпровожда войскови конвой към Гибралтар и самолетоносача Furious, доставящ самолети за Фрийтаун. По време на този поход са проведени морските изпитания на радара Type 281.
На 3 декември крайцерът тръгва от Фрийтаун за Великобритания. На 10 декември влиза за ремонт на стапелите в Тайн. На 17 декември се връща към служба в 15-та ескадра крайцери, с която остава до март 1941 г.
През март 1941 г. заедно с линкорите King George V и Nelson, както и с крайцера Nigeria е прикритие на първия важен рейд на командосите на вражеска територия – на Лофотенските острови (Операция Claymore).

## В състава на Средиземноморския флот
През април крайцерът е определен за служба в състава на Средиземноморския флот. На 1 април крайцерът отплава за Гибралтар. От 24 април крайцера участва в Операцията Салиент (Операция Salient). Операцията се състои от провеждане на транзит от крайцера Dido, минния заградител Abdiel и разрушителите Jackal, Jersey, Kashmir, Kelly, Kelvin и Kipling в Александрия с отбиване през Малта. Всички кораби носят товар за острова, но конструкцията на разрушителите кара по-голямата част от товара да е в сандъци на горната палуба. Тази операция се провежда по въщото време, по което е и доставката на въздушно подкрепление за Малта в рамките на операцията Dunlop и корабите плаващи към Александрия се прикриват съответно от Съединение H. Съединение „S“ (така са наречени корабите участващи в операцията) отплава в 22:00 на 24 април с предполагаемо пристигане в Малта на 26 април. Щормовото състояние на морето води до повреди по силно натоварените разрушители и загуба на част от товара, така че контраадмирал Виан заповядва на Dido да намали скоростта, което задържа пристигането на съединението на остров с 24 часа. Фактически корабите пристигат на острова в утрото на 27 април. От 28 април „Дидо“ и минния заградител Abdiel, заедно с разрушителите Janus, Jervis и Nubian, отконвоира от Малта в Александрия транспорта Breconshire.
На 6 май крайцерът заедно с крайцерите Phoebe, Calcutta и Coventry излиза в морето в състава на ескорта на конвой, плаващ от Александрия за Малта. На 8 май крайцерът е преведен в състава на ескорта на конвоя плаващ насреща от Гибралтар към Александрия с танкове на борда. Далечното прикритие осъществява средиземноморския флот в състав линкора Queen Elizabeth, и крайцерите Naiad, Fiji и Gloucester. Цялата операция носи името „Тигър“ (Операция Tiger).

## Критската операция
На 14 май крайцерът влиза в съставя на Съединение C, осъществяващо поддръжка на отбраната на Крит. В гръцки порт на него натоварват златния запас на Гърция и той заедно с разрушителите Stuart (австралийски) и Vendetta отплава в състава на ескорта на конвоя AS1, провозващ граждански лица в Александрия. По море конвоя се прикрива от Съединение A – линкорите Queen Elizabeth и Barham. На 16 май крайцерът заедно с крайцера Coventry се връща от рейда по прихващане на възможни вражески конвои за нахлуването в Крит. На 18 май съвместно с Coventry защитава кораба-болница Abba от вражеските въздушни атаки.
На 19 май заедно с крайцера Orion и разрушителите Hasty и Greyhound отплава за съединяване с крайцера Ajax в съпровождение на флотските разрушители (Съединение D) към пролива Китера за прихващане на вражеските съдове на нахлуването. На 21 май след патрулирането крайцера се присъединява към Съединение A (линкорите Warspite и Valiant), патрулиращо югозападно от Крит. в течение на деня корабите са подложени на въздушни атаки. С настъпването на тъмнината заедно със Съединение D отново се насочва към северната част на острова. Участва в нощния бой с немски конвой, прикриван от италианския миноносец Лупо, в хода на който, немският конвой е разгромен.
На 24 май, след зареждане в Александрия, се връща заедно с крайцера Ajax и разрушителя Kimberley на острова. На 25 май в течение на деня остава с главните сили (линкорите Queen Elizabeth и Barham, самолетоносача Formidable). На 27 май е с тех по време на атаката на самолетоносача над вражеското летище на остров Скарпанто.

### Бомбова повреда
На 28 май, в състава на Съединение B, заедно с крайцерите Orion и Ajax отплава от Александрия за евакуация на войските из Ираклио. Нощта на 29 май на борда са натоварени войски от разрушителите, които ги пренасят по-рано от брега. На обратния път в пролива Касо е поразен от вражеска авиобомба в кула „B“. На борда има много жертви, в т.ч. и от състава на превозвания Black Watch. Обширните повреди напълно вадят от строя носовата група въоръжение.

### Превземането на Асаб
След временното отстраняване на повредите в Александрия, крайцерът е решено да се насочи за продължаване на ремонта в Дърбан. Но на 10 юни той отплава като част от ескорта на съединението на контраадмирал Халифакс, командващ морските сили в Червено море, участващо в превземането на порта на Асаб, в Еритрея. Съединението се състои от транспортен кораб, спомагателен крайцер и два индийски шлюпа. На 11 юни под покрова на нощта два моторни катера, всеки от които носи по 30 души от Пенджабския полк, влизат в залива на Асаб под прикритието на въздушна бомбардировка и залповете на „Дидо“. Войските слизат на брега без нито един изстрел срещу тях. Два италиански генерала са пленени по пижама. В 6:00 Съединението влиза в порт Асаб, станал последния италиански пост на Червено море, превзет от британците.

### Ремонт в САЩ
През юли крайцерът пристига в Саймънстаун и е поставен в сухия док Selborne. По-късно е преведен за продължаване на временния ремонт в Дърбан, преди предстоящия окончателен ремонт в САЩ в Brooklyn Navy Yard. За там крайцерът се насочва на 15 август около нос Добра Надежда. Самият ремонт продължава до ноември 1941 г. На 1 ноември, с края му, крайцерът отплава за Великобритания за окончателните поправки, които не е възможно да се направят в САЩ (радарното оборудване).

## Завръщане в Средиземно море
На 18 декември крайцерът отново се насочва за Гибралтар за последващо възсъединение с 15-та ескадра крайцери на Средиземно море. „Дидо“ и разрушителите Arrow, Foxhound, Gurkha и Nestor напускат Гибралтар на 22 декември, насочвайки се за усилване на флота в Александрия, и по пътя се отбиват в Малта на 24 декември. Припаси и някои пътници са оставени в Малта, а корабите поемат нататък на 26 декември, съпровождайки съдове от острова в състава на конвоя ME-8. На 28 декември крайцерът се съединява със своята ескадра.
На 4 януари от новата, 1942 година, крайцерът заедно с ескадрата отплава за прикритие на десантния транспорт Glengyle плаващ със запаси гориво за Малта. На обратния път те съпровождат съда за снабдение Breconshire, плаващ от Малта. Съединението по въздуха надеждно се прикрива от авиация, така че преходът преминава без произшествия.
На 16 януари крайцерът заедно с ескадрата съпровожда в конвоите MW-8A и MW-8B 4 съдовете плаващи за Малта. В хода на операцията, до входа в зоната на въздушното прикритие, корабите са подложени на тежки въздушни атаки. След влизането в зоната на прикритие, корабите се съпровождат от 201 група на RAF, която осигурява надеждна защита.
От 24 до 28 януари крайцерът заедно със своите два систершипа и разрушители участва в операция MF.4 – провеждането от Александрия за Малта на снабдителния съд Breconshire с товари и извеждане от острова на десантния съд Glengyle и транспорта Rowallan Castle. Операцията, независимо от авиационното противодействие, преминава успешно и без загуби.
На 12 февруари корабите от ескадрата излизат за прикритие на поредните малтийски конвои MW9A/B и среща с връщащия се Breconshire. Вследствие на тежките въздушни атаки нито един от съдовете не пристига в Малта.
На 10 март в състава на съединение B: крайцерите Euryalus и Naiad, „Дидо“ излиза за безуспешни търсения на италиански конвой плаващ за Триполи. След това издирват повреден италиански крайцер, също без успех. На 11 март, по време на завръщането в базата им, крайцера Naiad недалеч от Салум е торпилиран и потопен от немската подводница U-565.
На 15 март заедно с крайцера Euryalus и 6 разрушителя обстрелва остров Родос.

### 2-ро сражение в залива Сирт
На 20 март „Дидо“ участва в превеждането на Малтийския конвой MW-10 при прехода му от Александрия (Операция MG-1) съставлявайки съвместно с крайцерите Cleopatra и Euryalus Съединение „B“. На 21 март Съединение „B“ се среща с ескорта на конвоя: крайцера Carlisle и разрушителите от типа „Хънт“. На 22 март корабите участват във второто сражение в залива Сирт, против италианския флот, включващ в себе си линкора „Литорио“ и три крайцера. В условията на лошо време крайцерите успяват да удържат врага на разстояние, а след торпедната атака на британските разрушители противникът се оттегля и конвоя е спасен. Конвоят е подложен на силни въздушни атаки и понася загуби. Крайцерите на 28 март се връщат в Александрия, където командващия в боя адмирал Виен получава поздравителна телеграма от премиера за успешните действия в боя с италианския флот.
След боя крайцерът продължава службата си в състава на 15-та ескадра.

### Операция Вигорус
От 13 до 16 юли крайцерът участва в операцията Вигорус.
На 19 юли „Дидо“ съвместно с крайцера Euryalus и разрушителите Jervis, Javelin, Pakenham и Paladin излиза в морето за обстрел над вражеските позиции при Марса Матрух.

### Ремонт в Масава
През август крайцерът е в Масава за проверка на причините за проблеми с гребен винт, предизвикващ вибрация. Проблемът е характерен за цялата серия от кораби и „Дидо“ става първия, който преминава проверка. През септември крайцерът се връща при Ескадрата в Александрия.
На 13 септември нощта обстрелва района Ел Даба като диверсия пред щурмовия десант в Тобрук (Операция Agreement).
През октомври крайцерът действа в Източното Средиземноморие патрулирайки в морето и прихващайки вражеските конвои за Северна Африка.
През ноември крайцерът действа като поддръжка за конвоите за снабдяване, плаващи за Малта (Операция Quadrangle). На 17 ноември заедно с крайцерите Euryalus и Arethusa и 10 разрушителя прикрива конвоя (Операция Stoneage). На 18 ноември конвоя е подложен на въздушна атака, в хода на която Arethusa е тежко повреден.

### В състава на Съединение K
През декември „Дидо“ е командирован в състава на Съединение K, действащо от Малта за прихващане на вражески конвои. На 12 декември заедно с корабите на съединението отплава от острова. На 13 декември те потопяват 3 снабдителни кораба, атакувайки конвой при бреговете на Северна Африка.

### В състава на Съединение Q
На 16 декември „Дидо“ заедно с крайцера Sirius е разгърнат в Бон образувайки Съединение Q. На 26 декември той е преведен в Гибралтар в състава на Съединение H. На 28 декември ескортира конвой към Бенгази съвместно с разрушителите Javelin и Beaufort. Вече в новата, 1943 г., на 6 януари заедно със сисершипа Sirius отплава от Гибралтар за Бон прикривайки минния заградител Abdiel в операция по поставяне на минното заграждение при пясъчната банка Скерк. От 10 януари продължава службата си в Бон заедно със Съединение Q.
На 17 януари съвместно с Euryalus и разрушителите Javelin, Kelvin и Nubian атакат италиански конвой при Лампедуза. Един от съдовете, D’Annunzio, е потопен от разрушителите.
От април „Дидо“ се базира в Алжир, след това отива за ремонт в Ливърпул, в хода на който са поставени радари за наблюдение и управление на артилерийския огън в сантиметровия диапазон. След края на ремонта, в началото на юни, крайцерът е определен за служба в състава на 12-та ескадра крайцери в Средиземно море. На 18 юни крайцерът отплава от Скапа Флоу, за да се присъедини към своята нова ескадра в Алжир. Крайцера влиза в състава на резервните прикриващи сили, осигуряващи нахлуването в Сицилия (Операция Хъски).

### Десантът в Сицилия
На 9 юли „Дидо“ влиза в състава на резервната група заедно с линкорите King George V и Howe и крайцера Sirius за пресичане на противодействията на десанта. На 10 юли групата оперира южно от Сардиния с прикритие от разрушителите Jervis, Penn, Pathfinder, Panther, Paladin и Petard. На 11 юли корабите подсигуряват поддръжка с оръдейния си огън в Марсала.
На 26 юли крайцерът излиза в морето с линкорите King George V и Howe, самолетоносача Indomitable и крайцера Euryalus за прикритие на конвойните операции при Сицилия.
На 1 август крайцерът обстрела Вибо Валентия на западния бряг на Италия, в навечерието на десанта на Съюзниците на материка. На 9 август обстрела цели при Кастелмари. На 14 август обстрела Скалия, югоизточно от Неапол. На 15 август отново обстрелва Вибо Валентия и атакува конвой южно от нос Бонифаций, потопявайки един транспорт и два кораба от съпровождението.
В началото на септември крайцерът съвместно с крайцерите Aurora, Penelope и Sirius и минния заградител Abdiel пристига в Бизерта за да вземат на борда си 1-ва въздушно-десантна дивизия. На 8 септември корабите отплават в съпровождение на линкорите King George V и Howe, за да стоварят войските в Таранто (Операция Slapstick). На 9 септември десантът е осъществен, но при това Abdiel при влизането му в порта се натъква на мина и потъва. На 10 септември крайцерът се връща в Бизерта за втория ешелон на дивизията.
На 12 септември крайцерът се присъединява към крайцерите от ескадрата за подсигуряване на десант в Салерно (Операция Avalanche). На 17 септември той подсигурява артилерийската поддръжка на десанта. На 19 септември крайцерът е определен за участие в операциите в Егейско море и се връща в Таранто.

### Действия в Егейско море
В началото на октомври крайцерът е преведен в Егейско море за поддръжка на британската окупация на островите след капитулацията на Италия. На 4 октомври той пристига заедно с крайцерите Aurora, Penelope и Sirius за прихващане на немските десантни средства. На 5 октомври крайцерът съвместно с Aurora и разрушителите Tumult и Pathfinder извършва рейд в пролива Касо. В хода на операцията „Дидо“ се сблъсква с Aurora и получава повреди по корпуса.
На 7 октомври влиза за ремонт в Александрия, с края на който, през ноември, участва в обстрела на Скалето в хода на рейд на командосите.

### Операции при бреговете на Италия
През декември крайцерът действа в състава на съединение K на Малта, а в края на месеца е определен за участие в десанта при Анцио.
През януари 1944 г. крайцерът съвместно с крайцерите Delhi, Phoebe, Orion, Penelope, Mauritius и американските крайцери Philadelphia и Brooklyn под прикритие на разрушители подсигурява артилерийския огън по време на щурма на Анцио, отвличайки вниманието на отбраняващите се от десантните средства. На 21 януари той обстрелва Чивитавекия. На 29 януари той спасява оцелелите от крайцера Spartan, потопен по време на атаката от немска планираща бомба.
През февруари крайцерът е повреден в залива на Неапол по време на сблъсъка му с американски танкодесантен кораб, след което отплава за ремонт в Малта. На 31 март той продължава службата, базирайки се в Неапол, оставайки заедно с ескадрата от април до юни.

### Десантът в Южна Франция
През юли крайцера е назначен за участие в десанта на съюзните войски в Южна Франция (Операция Драгун). Крайцерът заедно с разрушителя Lookout и американския крайцер Augusta и разрушителите Somers и Gleaves съставят в Неапол TF 86 – поддръжка и десант в Ситка. На 12 август TF 86 отплава от Неапол. На 14 август те срещат конвоя за нахлуването SF2 (Alpha), SF2A (Delta) и SF2B (Alpha) в условното място, южно от нос Камара. На 15 август с крайцера Augusta и крайцера Ajax, влизащи в групата за поддръжка в зона Alpha (TF 85), прикрива десанта на френските специални сили в Кабо Негро (Cape Negre), предоставяйки огнева поддръжка по време на немската контраатака. На 17 август води обстрели по вражеските батареи между Кабо Негро и Ле Лаванду в зона на десанта Alpha. На 28 август, с края на операциите, крайцерът е определен за служба в 10-а ескадра на Хоум Флийта. През септември той прави преход до Скапа Флоу.

## Действия в Арктически води
На 22 октомври крайцерът заедно с разрушителите Onslow, Obedient, Offa, Opportune, Oribi и Orwell излиза в състава на силите за прикритие на арктическия конвой JW61. Ескортните самолетоносачи Vindex, Nairana и Tracker осъществяват въздушното противолодъчно прикритие на конвоя. На 28 октомври крайцера се отделя от конвоя и пристига в Колския залив, където на борда му натоварват 6,5 тона от златния запас. На 2 ноември крайцерът заедно с фрегатите Byron, Fitzroy, Conn, Deane, Redmill, Rupert и няколко разрушителя отплава в състава на обратния конвой RA61. На 6 ноември той напуска конвоя и прави преход до Скапа Флоу, където пристига на 8 ноември.
На 27 ноември „Дидо“ заедно с разрушители ескортира самолетоносача Implacable, който извършва въздушна атака на конвой северно от Mosjoe (северно от Намсос). В хода на атаките са потопени два съда, единия от които превозва руски военнопленници с големи загуби на последния.
На 11 януари 1945 г. крайцерът излиза, в качеството на флагман на Съединение 3, като съпровождащ ескортните самолетоносачи Premier и Trumpeter, осъществяващи авиационни минни поставяния (Операции Gratis и Spellbinder).
На 12 януари излиза в състава на Съединение 2 заедно с крайцера Norfolk и разрушители за атаки над каботажното корабоплаване при Bud (Операция Selenium). След безуспешни издирвания се връщат в Скапа Флоу.
На 2 февруари излиза като флагман на Съединение 4 ескортирайки с разрушители ескортните самолетоносачи Premier и Puncher в хода на поставянето на минни заграждения в Karm Sound (Операция Groundsheet). Те също прикриват тралене северно от Шетландските острови (Операция Shre).
На 22 април крайцерът подсигурява зенитното прикритие на минния заградител Apollo и трите ескортиращи го разрушителя в течение на поставянето на специалното противолодъчно минно заграждение в Колския залив (Операция Trammel). На 27 април влиза за краткосрочен ремонт в Розайт.

### Пленяване на немския флот
На 6 май отплава с крайцера Birmingham и разрушители за преход до Копенхаген прикривани от ескортните самолетоносачи Searcher и Trumpeter, крайцера Norfolk и разрушители (Операция Cleaver). На 9 май в Копенхаген приема капитулацията на немските крайцери Prinz Eugen и Nurnberg. На 22 май заедно с крайцера Devonshire ескортира тези крайцери във Вилхелмсхафен.
През юни крайцерът е определен за служба в състава на Британския Тихоокеански флот след като премине ремонт, в хода на който е поставено най-новото радарно оборудване.

### Кралска визита на остров Ман
На 6 юли крайцерът отплава от Ливърпул с краля (Джордж VI) и кралицата (Елизабет) на борда, които правят визита на остров Ман. На 8 юли той се връща в Ливърпул заедно с коронованите особи. На 28 юли краля отново има визита на крайцера, стоящ в Розайт.
В състава на Тихоокеанския флот крайцерът така и не влиза, тъй като отива в Чатъм за дългосрочен ремонт през октомври, който продължава до 1947 г.

## Коментари
1. ↑  Всички данни се привеждат към 1939 г.